# El perro y el trozo de carne

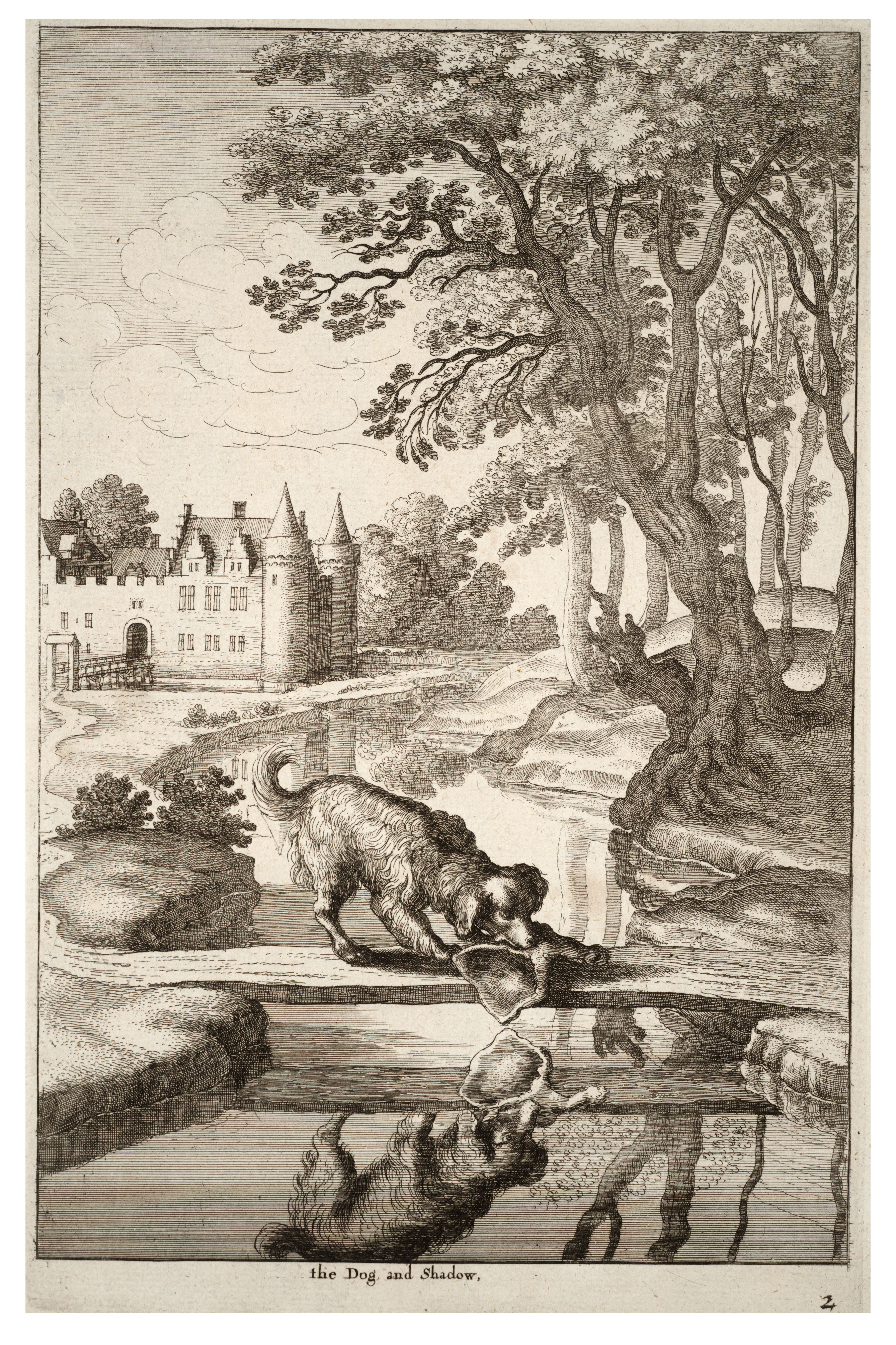
Ilustración de Václav Hollar en la Fábulas de Esopo (1673-75)

El perro y el trozo de carne o La perra que llevaba un trozo de carne, es una fábula atribuida a Esopo, y que posteriormente, ha sido reescrita y recreada por diversos autores.

## Argumento
Había una vez un perro que llevaba un trozo de carne en la boca, al cruzar un río vio reflejada en el agua, la sombra de la carne que llevaba, pareciéndole que el trozo reflejado en el agua, era mayor que el que llevaba, abrió la boca para coger la sombra, tirando el que realmente portaba y quedándose sin ninguno de los dos.